# Tetragoniceps bergensis
Tetragoniceps bergensis är en kräftdjursart som beskrevs av Por 1965. Tetragoniceps bergensis ingår i släktet Tetragoniceps och familjen Tetragonicipitidae. Arten har ej påträffats i Sverige. Inga underarter finns listade i Catalogue of Life.